# Olympische Winterspiele 2018/Shorttrack – 5000 m Staffel (Männer)
5000-m-Shorttrack-Staffel der Männer bei den Olympischen Winterspielen 2018.
Ausgetragen wurde die 5000-m-Staffel im Shorttrack der Männer am 13. und 22. Februar 2018 in der Gangneung Ice Arena. Olympiasieger wurde die ungarische Staffel.

## Rekorde

### Bestehende Rekorde
| Weltrekord         | Olivier Jean, François Hamelin, Charles Hamelin, Michael Gilday ( Kanada)       | 6:30,958 min | Calgary | 19. Oktober 2012 |
| Olympischer Rekord | Semjon Jelistratow, Wladimir Grigorjew, Wiktor Ahn, Ruslan Sacharow ( Russland) | 6:42,100 min | Sotschi | 21. Februar 2014 |

### Neue Rekorde
| Olympischer Rekord | Hwang Dae-heon, Kim Do-kyoum, Kwak Yoon-gy, Lim Hyo-jun ( Südkorea)  | 6:34,510 min | 13. Februar 2018 |
| Olympischer Rekord | Shaoang Liu, Shaolin Sándor Liu, Viktor Knoch Csaba Burján ( Ungarn) | 6:31,971 min | 22. Februar 2018 |

## Ergebnisse

### Vorläufe
QA – Qualifikation für das A-Finale
QB – Qualifikation für das B-Finale
| Rang | Lauf | Land                | Athleten                                                                           | Zeit (min) | Anmerkung |
| ---- | ---- | ------------------- | ---------------------------------------------------------------------------------- | ---------- | --------- |
| 1    | 1    | Volksrepublik China | Wu Dajing Han Tianyu Ren Ziwei Xu Hongzhi                                          | 6:36,605   | QA        |
| 2    | 1    | Kanada              | Samuel Girard Charles Hamelin Charle Cournoyer Pascal Dion                         | 6:41,042   | QA        |
| 3    | 1    | Kasachstan          | Denis Nikischa Nurbergen Schumaghasijew Absal Äschghalijew Jerkebulan Schamuchanow | 6:47,727   | QB        |
|      | 1    | Niederlande         | Sjinkie Knegt Daan Breeuwsma Itzhak de Laat Dennis Visser                          |            | DSQ       |
| 1    | 2    | Südkorea            | Hwang Dae-heon Kim Do-kyoum Kwak Yoon-gy Lim Hyo-jun                               | 6:34,510   | QA, OR    |
| 2    | 2    | Ungarn              | Shaoang Liu Shaolin Sándor Liu Viktor Knoch Csaba Burján                           | 6:34,866   | QA        |
| 3    | 2    | Vereinigte Staaten  | John Celski John-Henry Krueger Thomas Insuk Hong Aaron Tran                        | 6:36,867   | QB        |
| 4    | 2    | Japan               | Keita Watanabe Ryōsuke Sakazume Kazuki Yoshinaga Hiroki Yokoyama                   | 6:42,655   | QB        |

### Finale

#### B-Finale
| Rang | Land               | Athleten                                                                           | Zeit (min) | Anmerkung |
| ---- | ------------------ | ---------------------------------------------------------------------------------- | ---------- | --------- |
| 5    | Vereinigte Staaten | John Celski John-Henry Krueger Thomas Insuk Hong Aaron Tran                        | 6:52,708   |           |
| 6    | Kasachstan         | Denis Nikischa Nurbergen Schumaghasijew Absal Äschghalijew Jerkebulan Schamuchanow | 6:52,791   |           |
| 7    | Japan              | Keita Watanabe Ryōsuke Sakazume Kazuki Yoshinaga Hiroki Yokoyama                   | 7:02,554   |           |

#### A-Finale
| Rang | Land                | Athleten                                                   | Zeit (min) | Anmerkung |
| ---- | ------------------- | ---------------------------------------------------------- | ---------- | --------- |
| 1    | Ungarn              | Shaoang Liu Shaolin Sándor Liu Viktor Knoch Csaba Burján   | 6:31,971   | OR        |
| 2    | Volksrepublik China | Wu Dajing Han Tianyu Xu Hongzhi Chen Dequan                | 6:32,035   |           |
| 3    | Kanada              | Samuel Girard Charles Hamelin Charle Cournoyer Pascal Dion | 6:32,282   |           |
| 4    | Südkorea            | Seo Yi-ra Kim Do-kyoum Kwak Yoon-gy Lim Hyo-jun            | 6:42,118   |           |